# Bronisław Noël
Bronisław Antoni Marian Noël (ur. 23 marca 1897 w Łańcucie, zm. 21 sierpnia 1979 w Londynie) – pułkownik dyplomowany artylerii Wojska Polskiego, mianowany generałem brygady przez Władysława Andersa w 1964, kawaler Orderu Virtuti Militari.

## Życiorys
Urodził się 23 marca 1897 w Łańcucie, ówczesnym mieście powiatowym Królestwa Galicji i Lodomerii, w rodzinie Romualda Stanisława i Wandy z Firlej-Bielańskich. Po ukończeniu szkoły powszechnej uczęszczał do c. k. Gimnazjum im. Franciszka Józefa w Drohobyczu (1907–1911) i c. k. Gimnazjum II z językiem wykładowym polskim w Tarnopolu (1911–1914). Klasę ósmą gimnazjum ukończył w 1915 w Wiedniu i tam zdał maturę.
16 sierpnia 1915 został wcielony do cesarskiej i królewskiej Armii, do baterii zapasowej Dywizjonu Artylerii Konnej Nr 11. W maju 1916, po ukończeniu szkoły oficerów rezerwy, został wysłany na front do macierzystego dywizjonu, który został przemianowany na Dywizjon Artylerii Konnej Nr 4. Walczył w szeregach 2. i 3. baterii na stanowisku podoficera zwiadowczego, oficera zwiadowczego i komendanta plutonu. Od lutego 1917 przebywał w szpitalu, a następnie w baterii zapasowej dywizjonu. W październiku 1917 został ponownie wysłany na front do macierzystej jednostki, która została przemianowana na Pułk Artylerii Polowej Nr 4 K. Walczył w szeregach 5. baterii jako komendant plutonu i oficer zwiadowczy. Awansował na podporucznika rezerwy ze starszeństwem z 16 sierpnia 1917. Wracając z frontu serbskiego został w Małopolsce Wschodniej zatrzymany i uwięziony przez Ukraińców. 
27 listopada 1918 został przyjęty do Wojska Polskiego i przydzielony do Wydziału Wojskowego Polskiej Komisji Likwidacyjnej Galicji i Śląska Cieszyńskiego w Krakowie na stanowisko oficera ordynansowego i tłumacza. 9 kwietnia 1919 został przydzielony do rezerwy oficerów artylerii przy Dowództwie Artylerii w Krakowie, a 21 maja przeniesiony do Korpuśnych Warsztatów Broni w Podgórzu na stanowisko dowódcy pododdziału. 17 sierpnia 1919 został przeniesiony do Zbrojowni w Krakowie na stanowisko młodszego oficera pododdziału. 7 października 1919 został skierowany na urlop akademicki. 1 grudnia tego roku został mianowany z dniem 1 grudnia 1919 porucznikiem w artylerii. 7 lutego 1920 wrócił z urlopu i objął funkcję adiutanta Zbrojowni i zastępcy dowódcy pododdziału. 1 lipca 1920 został przeniesiony do 4 Dywizjonu Artylerii Konnej. Na fronie pełnił obowiązki dowódcy plutonu i I oficera 1. baterii. 1 stycznia 1921 został dowódcą 1. baterii.
3 maja 1922 został zweryfikowany w stopniu porucznika ze starszeństwem od 1 czerwca 1919 i 215. lokatą w korpusie oficerów artylerii. Od 1 grudnia 1922 do 15 września 1923 był słuchaczem kursu w Centralnej Szkole Kawalerii w Grudziądzu. Po ukończeniu kursu ponownie dowodził baterią. 31 marca 1924 prezydent RP nadał mu stopień kapitana ze starszeństwem z dnia 1 lipca 1923 i 130. lokatą w korpusie oficerów artylerii. W listopadzie 1927 został przeniesiony do kadry oficerów artylerii z równoczesnym przydziałem do Szkoły Podchorążych Rezerwy Artylerii we Włodzimierzu Wołyńskim na stanowisko młodszego oficera grupy ćwiczebnej. W lipcu 1928 został przeniesiony do składu osobowego inspektora armii, generała dywizji Jana Romera na stanowisko oficera ordynansowego. 6 lipca 1929 został przeniesiony do 1 pułku artylerii przeciwlotniczej w Warszawie. W 1929 odbył trzymiesięczny staż w innych rodzajach broni, a od 15 października do 15 grudnia 1929 ukończył Kurs Próbny przy Wyższej Szkoły Wojennej. 29 grudnia 1929 został powołany na dwuletni kurs do Wyższej Szkoły Wojennej w Warszawie. 2 września 1930, po ukończeniu pierwszego roku studiów, został skierowany do Wyższej Szkoły Wojennej (franc. École Supérieure de Guerre) w Paryżu. 17 grudnia 1931 prezydent RP nadał mu z dniem 1 stycznia 1932 stopień majora w korpusie oficerów artylerii i 11. lokatą. 1 listopada 1932 otrzymał tytuł oficera dyplomowanego i został przeniesiony do Oddziału III Sztabu Głównego. 28 września 1933 został wyznaczony na stanowisko szefa sztabu 18 Dywizji Piechoty w Łomży. Od maja 1936 dowodził dywizjonem w 30 pułku artylerii lekkiej w Brześciu. Od maja do października 1937 przebywał na stażu w armii rumuńskiej. Następnie wykonywał obowiązki attaché wojskowego w Poselstwie RP w Pradze. Na stopień podpułkownika został awansowany ze starszeństwem z 19 marca 1938 i 35. lokatą w korpusie oficerów artylerii.
W lipcu 1939 został wyznaczony na stanowisko szefa Oddziału II Sztabu Armii „Karpaty”. Na tym stanowisku walczył w kampanii wrześniowej. 9 czerwca 1942 objął obowiązki szefa sztabu 1 Dywizji Pancernej. Od października 1943 do 1 lutego 1946 dowodził artylerią dywizyjną 1 Dywizji Pancernej. Od lutego 1946 do 10 czerwca 1947 był zastępcą dowódcy 1 Dywizji Pancernej.
Naczelny Wódz, generał broni Władysław Anders mianował go generałem brygady ze starszeństwem z dniem 1 stycznia 1964 w korpusie generałów.
Zmarł 21 sierpnia 1979 w Londynie. Prochy pochowane na cmentarzu Rakowickim w Krakowie (pas 5, wsch.).

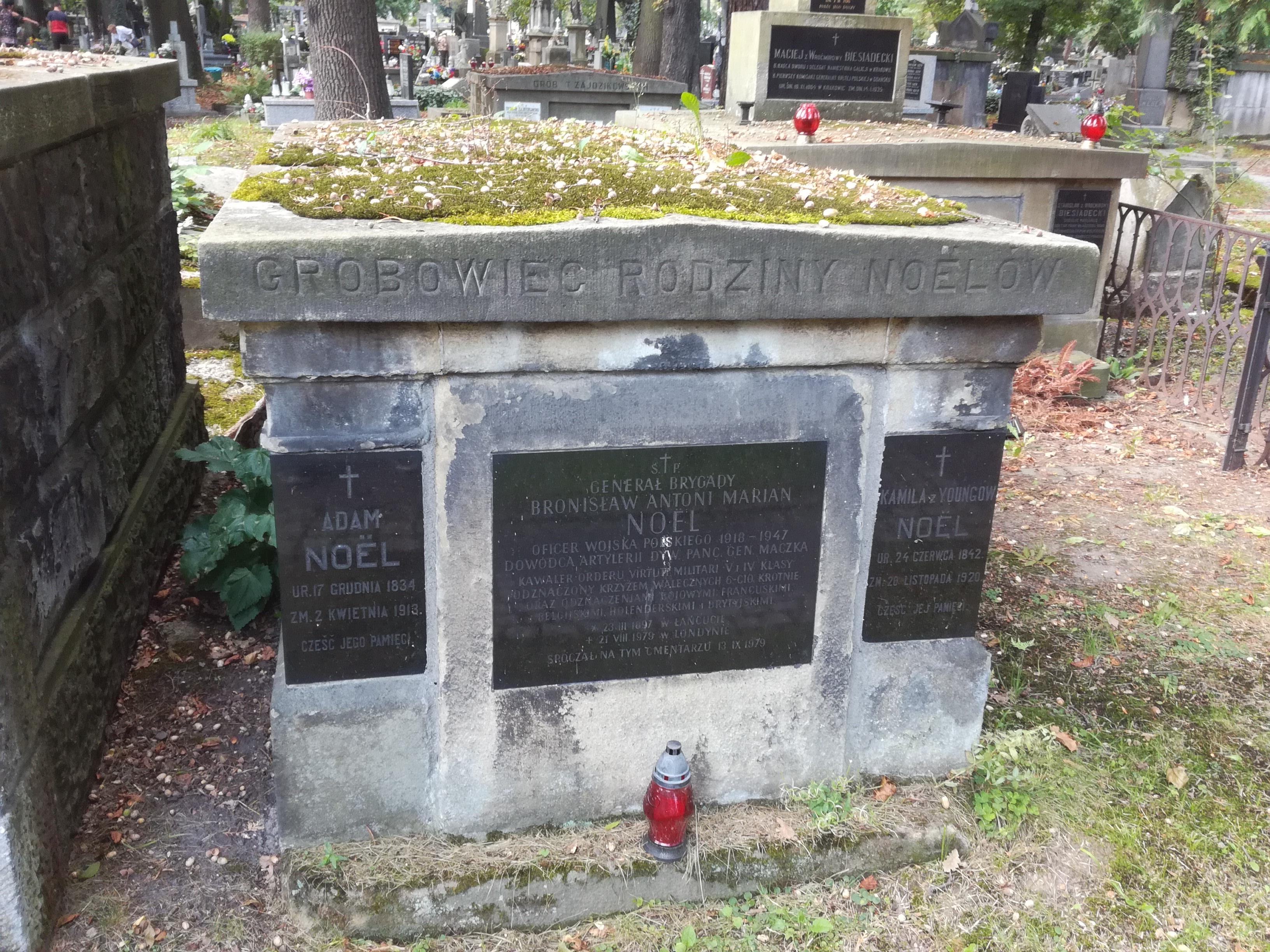
Grób gen. Bronisława Noela na cmentarzu Rakowickim

## Ordery i odznaczenia
- Krzyż Złoty Orderu Wojennego Virtuti Militari nr 130[20]
- Krzyż Srebrny Orderu Wojskowego Virtuti Militari nr 267 – 1922[21]
- Krzyż Oficerski Orderu Odrodzenia Polski (29 kwietnia 1978)[22]
- Krzyż Walecznych po raz 1, 2 i 3 – 1921[23])
- Krzyż Walecznych po raz czwarty – 1922[24]
- Złoty Krzyż Zasługi – 19 marca 1936 „za zasługi w służbie wojskowej”[25][26]
- Medal Pamiątkowy za Wojnę 1918–1921[27]
- Medal Dziesięciolecia Odzyskanej Niepodległości[27]
- Medal za Długoletnią Służbę[27]
- Odznaka Pamiątkowa Generalnego Inspektora Sił Zbrojnych – 12 maja 1936[27]
- Odznaka Szkoły Podchorążych Artylerii[27]
- Order Wybitnej Służby (30 września 1944)[27]
- Medal Brązowego Lwa (3 kwietnia 1946)[27]
- Krzyż Kawalerski Orderu Narodowego Legii Honorowej[27]
- Krzyż Wojenny (Francja)[27]
- Krzyż Oficerski Orderu Leopolda[27]
- Krzyż Wojenny (Belgia)[27]